# 彼女はキレイだった
『彼女はキレイだった』（かのじょはキレイだった、朝: 그녀는 예뻤다）は、2015年9月16日から同年11月11日まで韓国・MBCで放送されたテレビドラマ。
2017年に中華人民共和国、2021年に日本でそれぞれリメイクされた。

## あらすじ
幼い頃は裕福で優れた容姿と成績であったが、成長して無職で残念な容姿へと変わってしまったキム・ヘジン、一方で幼少時は肥満児でダサかったが、モデルのような容姿を持ったエリートな男へと生まれ変わったチ・ソンジュン。そんなソンジュンの初恋探しを描く、再会から生じるドラマを盛り込んだラブコメディー。

## 登場人物

### 主要人物
キム・ヘジン：ファン・ジョンウム（子役：チョン・ダビン）
ザ・モスト編集部のインターン。

チ・ソンジュン：パク・ソジュン（子役：ヤン・ハニョル）
ザ・モスト副編集長。

キム・シニョク：チェ・シウォン
ザ・モストの記者。

ミン・ハリ：ゴ・ジュンヒ
ヘジンの親友・ホテルの支配人。

### ザ・モスト編集部
キム・ララ：ファン・ソクチョン
編集長。

キム・ジュヌ：パク・ユファン
アシスタント。

ハンソル：シン・ヘソン
アシスタント。

キム・ブンホ：アン・セハ
記者。

チャ・ジュヨン：シン・ドンミ
ディレクター。

### ヘジンの家族
キム・ジュンソプ：パク・チュンソン
ヘジンの父親。

ハン・ジョンへ：イ・イルファ
ヘジンの母親。

キム・ヘリン：チョン・ダビン
ヘジンの妹。

## 視聴率
| 2015年     | 2015年     | 2015年            | 2015年            | 2015年            | 2015年            |
| 各話       | 放送日     | TNmS 視聴率       | TNmS 視聴率       | AGB 視聴率        | AGB 視聴率        |
| 各話       | 放送日     | 大韓民国 （全国） | ソウル （首都圏） | 大韓民国 （全国） | ソウル （首都圏） |
| ---------- | ---------- | ----------------- | ----------------- | ----------------- | ----------------- |
| 第1話      | 9月16日    | 4.9%              | 5.8%              | 4.8%              | 5.0%              |
| 第2話      | 9月17日    | 7.1%              | 8.1%              | 7.2%              | 7.8%              |
| 題3話      | 9月23日    | 8.0%              | 9.1%              | 8.5%              | 9.4%              |
| 第4話      | 9月24日    | 7.8%              | 8.8%              | 9.9%              | 9.9%              |
| 第5話      | 9月30日    | 9.0%              | 10.8%             | 10.7%             | 11.9%             |
| 第6話      | 10月1日    | 8.4%              | 10.4%             | 10.2%             | 11.3%             |
| 第7話      | 10月7日    | 11.8%             | 13.7%             | 13.1%             | 14.2%             |
| 第8話      | 10月8日    | 13.2%             | 15.4%             | 14.5%             | 16.3%             |
| 第9話      | 10月15日   | 16.2%             | 19.1%             | 16.7%             | 17.9%             |
| 第10話     | 10月21日   | 15.3%             | 17.4%             | 17.3%             | 19.7%             |
| 第11話     | 10月22日   | 17.2%             | 19.7%             | 17.7%             | 19.2%             |
| 第12回     | 10月28日   | 15.5%             | 17.8%             | 16.5%             | 17.9%             |
| 第13回     | 10月29日   | 15.0%             | 17.5%             | 18.0%             | 19.8%             |
| 第14回     | 11月4日    | 15.3%             | 17.4%             | 15.9%             | 17.8%             |
| 第15回     | 11月5日    | 15.0%             | 17.8%             | 16.9%             | 18.7%             |
| 第16回     | 11月11日   | 15.0%             | 17.7%             | 15.9%             | 17.7%             |
| 平均視聴率 | 平均視聴率 | 12.2%             | 14.2%             | 13.4%             | 14.7%             |

## 賞とノミネート
| 年度 | 賞                      | カテゴリー                       | 受賞者                      | 結果       | 参考   |
| ---- | ----------------------- | -------------------------------- | --------------------------- | ---------- | ------ |
| 2015 | 第4回APANスターアワード | ミニシリーズ部門優秀俳優賞       | パク・ソジュン              | ノミネート |        |
| 2015 | 第4回APANスターアワード | 助演女優賞                       | ファン・ソクチョン          | ノミネート |        |
| 2015 | グリメアワード          | 優秀ドラマ賞                     | イ・ジンソク ロ・ヒョンシク | 受賞       |        |
| 2015 | グリメアワード          | 最優秀照明賞                     | キム・ヨンサン              | 受賞       |        |
| 2015 | MBC演技大賞             | 大賞                             | ファン・ジョンウム          | ノミネート |        |
| 2015 | MBC演技大賞             | 今年のドラマ                     | 彼女はキレイだった          | ノミネート |        |
| 2015 | MBC演技大賞             | PD賞                             | ファン・ジョンウム          | 受賞       | [ 11 ] |
| 2015 | MBC演技大賞             | ミニシリーズ部門最優秀女優賞     | ファン・ジョンウム          | 受賞       |        |
| 2015 | MBC演技大賞             | ミニシリーズ部門優秀俳優賞       | パク・ソジュン              | 受賞       |        |
| 2015 | MBC演技大賞             | ミニシリーズ部門優秀俳優賞       | チェ・シウォン              | ノミネート |        |
| 2015 | MBC演技大賞             | ミニシリーズ部門優秀女優賞       | コ・ジュニ                  | ノミネート |        |
| 2015 | MBC演技大賞             | 10スター賞                       | ファン・ジョンウム          | 受賞       | [ 12 ] |
| 2015 | MBC演技大賞             | 10スター賞                       | パク・ソジュン              | 受賞       |        |
| 2015 | MBC演技大賞             | ミニシリーズ部門最優秀助演男優賞 | アン・セハ                  | ノミネート |        |
| 2015 | MBC演技大賞             | ミニシリーズ部門最優秀助演女優賞 | ファン・ソクチョン          | 受賞       | [ 13 ] |
| 2015 | MBC演技大賞             | ミニシリーズ部門最優秀助演女優賞 | シン・ドンミ                | ノミネート |        |
| 2015 | MBC演技大賞             | 新人俳優賞                       | パク・ユファン              | ノミネート |        |
| 2015 | MBC演技大賞             | 新人女優賞                       | シン・ヘソン                | ノミネート |        |
| 2015 | MBC演技大賞             | 子役賞                           | ヤン・ハンヨル              | 受賞       |        |
| 2015 | MBC演技大賞             | 人気俳優賞                       | パク・ソジュン              | 受賞       |        |
| 2015 | MBC演技大賞             | 人気女優賞                       | ファン・ジョンウム          | 受賞       |        |
| 2015 | MBC演技大賞             | 今年の作家賞                     | チョ・ソンヒ                | 受賞       |        |
| 2016 | 第52回百想芸術大賞      | ドラマ賞                         | 彼女はキレイだった          | ノミネート |        |
| 2016 | 第52回百想芸術大賞      | 最優秀監督賞                     | チョン・デユン              | ノミネート |        |
| 2016 | 第52回百想芸術大賞      | 最優秀女優賞                     | ファン・ジョンウム          | ノミネート |        |
| 2016 | 第43回韓国放送大賞      | ドラマ賞                         | 彼女はキレイだった          | 受賞       |        |
| 2016 | 第43回韓国放送大賞      | 最優秀女優賞                     | ファン・ジョンウム          | 受賞       |        |

## 日本での放送
- 2020年（令和2年）2月28日から3月30日まで、BSフジで放送された。
- 2022年（令和4年）5月18日から6月8日まで、BSJapanextで放送。

## 中国版
中華人民共和国でリメイク版が制作され『漂亮的李慧珍』（きれいなリー・フイジェン）のタイトルで2017年1月2日から同年2月2日まで中国の湖南衛視で放送された。最高視聴率は12.8パーセント。第29回中国テレビゴールデンイーグル賞で優秀テレビドラマ賞11作品の一つに選ばれ、ヒロインを演じたディリラバが最優秀女優賞を丁柳元と共に受賞した。
日本では『逆転のシンデレラ 〜彼女はキレイだった〜』と題されて放送された。U-NEXTなどで配信もされている。

### キャスト（中国版）
バイ・ハオユー
演 - ション・イールン
「イモータル」副編集長。
リー・フイジェン
演 -  ディリラバ
「イモータル」編集部・研修生。管理部から派遣。
リン・イームー
演 - チャン・ビンビン
「イモータル」記者。
シャ・チャオ
演 - シエラ・リー
フイジェンの親友・ホテルの主任。偽フイジェン。

### 韓国ドラマ・オリジナル版からの変更点
ファッション誌の誌名が「イモータル」となっている。舞台は上海。

### 賞とノミネート
| 年度 | 賞                                   | カテゴリー   | 受賞者             | 結果 |
| ---- | ------------------------------------ | ------------ | ------------------ | ---- |
| 2018 | 第29回中国テレビゴールデンイーグル賞 | ドラマ賞     | 彼女はキレイだった | 受賞 |
| 2018 | 第29回中国テレビゴールデンイーグル賞 | 最優秀女優賞 | ディリラバ         | 受賞 |
| 2018 | 第12回中国金鷹テレビ祭               | 人気女優賞   | ディリラバ         | 受賞 |

### オリジナルサウンドトラック
1. 心配せずに一緒に（漂亮的在一起）オープニング主題歌
2. ハローシンデレラ（你好灰姑娘）エンディング主題歌
3. 耐えられない（舍不得）
4. 愛することができる（爱得起）

### 日本での放送
- 2021年(令和3年)3月20日~12月18日までサンテレビで放送｡全40話で毎週土曜日 21:30～22:25

## 日本版
『彼女はキレイだった』（かのじょはキレイだった）のタイトルで2021年7月6日から9月14日まで関西テレビ（カンテレ）と共同テレビ（共テレ）の共同制作により、フジテレビ系「火曜21時枠（火9ドラマ）」で放送された。主演は中島健人と小芝風花。
最終回では本編の一部が生放送された。
本枠は同年10月改編でカンテレ制作のバラエティ枠に転換される（月曜22時枠との枠交換）ため、カンテレの火9ドラマとしては最終作となった。なお、フジテレビ系列で次に同時間帯にドラマ枠になるのは、3年後の2024年の10月期『オクラ』（フジテレビ制作）まで待つことになる。

### キャスト（日本版）

#### 主要人物（日本版）
長谷部宗介（はせべ そうすけ）〈28〉
演 - 中島健人（Sexy Zone）（幼少期：高木龍之介）
「ザ・モスト」日本版の副編集長兼クリエイティブ・ディレクター。
原作のチ・ソンジュンに該当。

佐藤愛（さとう あい）〈28〉
演 - 小芝風花（幼少期：白水ひより）
無職で親友の家に居候させてもらっている残念女子。ひょんなことから「ザ・モスト」編集部で働くことになる。
原作のキム・ヘジンに該当。

樋口拓也（ひぐち たくや）〈30〉
演 - 赤楚衛二
「ザ・モスト」日本版編集部員。フィーチャー班で部内のムードメーカー。
原作のキム・シンヒョクに該当。

桐山梨沙（きりやま りさ）〈27〉
演 - 佐久間由衣
愛の親友でルームメイト。レストランのマネージャー。
原作のミン・ハリに該当。

#### 「ザ・モスト」日本版編集部
世界30カ国で出版されるファッション誌「ザ・モスト」の日本版の編集部
岡島唯子（おかじま ゆいこ）〈42〉
演 - 片瀬那奈
ファッション班のエグゼクティブ・ファッション・エディター。

里中純一（さとなか じゅんいち）〈24〉
演 - 髙橋優斗（HiHi Jets/ジャニーズJr.）
編集部員。

東今日子（あずま きょうこ）〈33〉
演 - 寒川綾奈
ファッション・エディター。

小松麻利奈（こまつ まりな）〈30〉
演 - 山田桃子
ファッション班のアシスタント。唯子や今日子の部下。

須田絵里花（すだ えりか）〈29〉
演 - 宇垣美里
ビューティー・エディター。

風見若葉（かざみ わかば）〈26〉
演 - 村瀬紗英
ビューティー班のアシスタント。絵里花のアシスタント。

宮城文太（みやぎ ぶんた）〈38〉
演 - 本多力
エグゼクティブ・デジタル・エディター。10年前に図鑑を作る部署から異動してきた。

池沢蘭子（いけざわ らんこ）〈53〉
演 - LiLiCo
編集長。「ザ・モスト」日本版の出版元である文講出版社の親会社・文講グループ会長の妹。名ばかりの役職ではあるものの、洋服への思い入れは強い。

#### その他
岸田庸司〈51〉
演 - 木村祐一
文講出版社常務。不採算の「ザ・モスト」を廃刊に追い込もうとする。

佐藤明里〈54〉
演 - 松田陽子
愛の母。

佐藤桃〈17〉
演 - 吉田莉桜
愛の妹。

佐藤豊〈57〉
演 - 菅原大吉
愛の父。印刷所を営んでいたものの、倒産する羽目となってしまう。その後新たな印刷所を開設するものの、依然として経営難の状態が続いている。

夏川ちかげ
演 - 日髙のり子（第7話 - ）
愛が愛読していた絵本『ゴールどこかな?』を描いた元絵本作家。10年前に作家を引退し、現在は田舎で家庭菜園に励んでいる。

#### ゲスト
ジェームス・テイラー
演 - パオロ（第5話）
海外の一流デザイナー。
森沢柊治
演 - 浜中文一（最終話）
桐山の交際相手。
長谷部澪
演 - 磯村アメリ（最終話）
宗介と愛の娘。

### スタッフ（日本版）
- 原作 - 『彼女はキレイだった』（韓国「MBC」製作、脚本：チョ・ソンヒ）
- 脚本 - 清水友佳子、三浦希紗
- 演出 - 紙谷楓、木下高男、松田祐輔
- 音楽 - 橋本由香利
- オープニングテーマ - Awesome City Club「夏の午後はコバルト」（cutting edge）[30]
- 主題歌 - Sexy Zone「夏のハイドレンジア」（Top J Records / ユニバーサルミュージック）[31]
- リーガルアドバイザー - 芦原愛一郎
- 編集部監修 - 軍地彩弓
- 雑誌フォトグラファー - 斎藤弥里
- 絵本イラスト - 菜生
- 企画協力 - 鄭智予
- フジテレビ編成企画 - 細川陽子、田村優介
- プロデュース - 萩原崇、芳川茜、渋谷英史
- 制作 - カンテレ、共テレ[注 2]

### 受賞歴・評価
第4話の放送が日本が金メダルを獲得し高視聴率となったテレビ朝日系「東京オリンピックソフトボール決勝」と重なる等、視聴率を下げる回もあったが、Twitterでは全10話中7回の放送で「#彼女はキレイだった」が世界トレンド1位となり、第6話の予告PR動画再生回数が210万回を突破する等、ドラマの反響は大きかった。
無料見逃し配信でも好調を記録し、初週無料見逃し配信再生数が第4話までの合計でカンテレ連続ドラマ歴代1位の再生数となった。また、単話ごとの無料見逃し配信でも第5話、第7話がそれぞれ約220万、約249万回再生を記録し、2019年の『まだ結婚できない男』第1話を超え、カンテレドラマ歴代1位の再生数を更新した。

#### 受賞歴
- 第109回ザテレビジョンドラマアカデミー賞[40]
  - 主演女優賞 - 小芝風花
  - ドラマソング賞 - 夏のハイドレンジア/Sexy Zone

### 韓国ドラマ・オリジナル版からの変更点
- 第1話で宗介が愛のふりをした梨沙に贈った傘のデザインが異なっている。
- 原作のソンジュンは自家用車で通勤しているが、日本版の宗介は車の運転を苦手としている[注 3]。
- 梨沙の職業がホテルの支配人からレストランのマネージャーに変更。原作ではハリの父親に加えて継母・実母との不和が描かれたが、日本版では未登場[注 4]。
- 原作ではかなりコミカルに描かれたシンヒョクのキャラクターは日本版ではやや抑えられ、樋口の優しさが強調されている。
- 原作のヘジンは最終話で再び天然パーマの髪型に戻るが、日本版の愛の髪型は戻ることはない。　など

### 放送日程（日本版）
| 話数                                                                         | 放送日  | サブタイトル                                           | 脚本       | 演出     | 視聴率 |
| ---------------------------------------------------------------------------- | ------- | ------------------------------------------------------ | ---------- | -------- | ------ |
| 第1話                                                                        | 7月6日  | 毒舌男子と残念女子! 真逆の成長を遂げた二人の初恋の行方 | 清水友佳子 | 紙谷楓   | 7.6%   |
| 第2話                                                                        | 7月13日 | 大事件勃発! 恋の四角関係が動き出す!                    | 清水友佳子 | 紙谷楓   | 7.0%   |
| 第3話                                                                        | 7月20日 | 明かされる本当の思い! 運命の嵐の夜!                    | 三浦希紗   | 紙谷楓   | 7.1%   |
| 第4話                                                                        | 7月27日 | 二人きりの出張旅行 鬼上司の最高の笑顔                  | 三浦希紗   | 木下高男 | 4.8%   |
| 第5話                                                                        | 8月10日 | まさかの解雇!? 運命の決断と涙の理由                    | 清水友佳子 | 木下高男 | 6.4%   |
| 第6話                                                                        | 8月17日 | 混乱する記憶と四角関係! 雨の中の告白                   | 三浦希紗   | 松田祐輔 | 6.9%   |
| 第7話                                                                        | 8月24日 | 明かされる正体!? 止まらぬ思いとキス                    | 清水友佳子 | 紙谷楓   | 7.2%   |
| 第8話                                                                        | 8月31日 | 愛情と友情の狭間! 仲間たちの絆と決意                   | 三浦希紗   | 木下高男 | 7.2%   |
| 第9話                                                                        | 9月07日 | 史上最大のピンチ! 恋の嵐と驚愕の正体                   | 清水友佳子 | 木下高男 | 7.1%   |
| 最終話                                                                       | 9月14日 | 最終回! 二人を襲う波乱の危機! 初恋のフィナーレとは?    | 清水友佳子 | 紙谷楓   | 8.5%   |
| 平均視聴率 7.0% （視聴率はビデオリサーチ調べ、関東地区・世帯・リアルタイム） |         |                                                        |            |          |        |

- 初回は21時 - 22時09分の15分拡大放送。
- 7月27日放送の第4話は、テレビ大分・テレビ宮崎では当該時間帯に日本テレビの東京オリンピック中継をネット受けしていたためネット返上となり、別日時[注 5]で振替放送が行われた。
- 8月3日は東京オリンピック中継（フジテレビ制作・9時 - 23時[注 6]）の為、放送休止。

| カンテレ制作・フジテレビ系列 火曜夜9時枠連続ドラマ   | カンテレ制作・フジテレビ系列 火曜夜9時枠連続ドラマ                   | カンテレ制作・フジテレビ系列 火曜夜9時枠連続ドラマ                                      |
| 前番組                                               | 番組名                                                               | 次番組                                                                                  |
| ---------------------------------------------------- | -------------------------------------------------------------------- | --------------------------------------------------------------------------------------- |
| 大豆田とわ子と三人の元夫 （2021年4月13日 - 6月15日） | 彼女はキレイだった （2021年7月6日 - 9月14日）                        | （廃枠）                                                                                |
| 関西テレビ制作・フジテレビ系列 火曜21:00 - 21:54枠   |                                                                      |                                                                                         |
| 大豆田とわ子と三人の元夫                             | 彼女はキレイだった 【ここまで連続ドラマ枠】                          | 所JAPAN （2021年10月12日 - 2023年3月21日） 【ここからバラエティ枠】 ※月曜22時枠から移動 |
| カンテレ制作 連続ドラマ                              |                                                                      |                                                                                         |
| 大豆田とわ子と三人の元夫 （2021年4月13日 - 6月15日） | 彼女はキレイだった （2021年7月6日 - 9月14日） 【ここまで火曜21時枠】 | アバランチ （2021年10月18日 - 12月20日） 【ここから月曜22時枠】                         |